# Farmaci stimolanti la vigilanza
I farmaci stimolanti la vigilanza, noti anche come eugeroici (in origine eugrégorique o eugregoric), è un tipo di farmaco che migliora specificamente la veglia e la vigilanza. Essi sono utilizzati principalmente nel trattamento dei disturbi del sonno, eccessiva sonnolenza diurna e narcolessia. Essi sono utilizzati anche per contrastare la stanchezza e la letargia e per aumentare la motivazione e la produttività.
Il prototipo eugeroico è il modafinil, altri farmaci comprendono l'adrafinil e l'armodafinil. Modafinil e armodafinil sembrano agire come deboli inibitori atipici della ricaptazione della dopamina.  Adrafinil è un profarmaco del modafinil, e quindi agisce anche in modo simile.